# Märklin Systems
Unter der Bezeichnung Märklin Systems stellte das Modellbahnunternehmen Märklin im Februar 2004 eine digitale Modelleisenbahnsteuerung vor. Das System war gemeinsam mit dem Unternehmen Electronic Solutions Ulm (ESU) entwickelt worden.
Kern des Systems ist ein Protokoll, das viele Einschränkungen des Vorgängers, des Märklin-Motorola-Protokolls von 1984, überwindet. Die neuen Steuerzentralen und Decoder sind zu altem und neuen Protokoll kompatibel. Märklin bietet zwei Arten Steuergeräte an – Mobile Station und Central Station. Die Mobile Station wurde mehr für Einsteiger konzipiert, ist aber durchaus erweiterbar; die Central Station zielt auf ambitionierte Hobby-Modellbahner, die mittelgroße Anlagen zwar teilweise automatisieren möchten, aber eine Alternative zum komplett computergesteuerten Betrieb suchen. Beide Zentraleinheiten enthalten Datenbanken der geeigneten Märklin-Lokomotiven mit nicht mfx-fähigen Decodern, um die Inbetriebnahme zu vereinfachen.
Mit dem Erscheinen der zweiten Generation der Central Station und Mobile Station hat Märklin den Namen „Märklin Systems“ wieder aufgegeben und den schon von den früheren Digitalgeräten bekannten Namen „Märklin Digital“ wieder eingeführt; so wird auf der Märklin Webseite unter „Märklin Systems“ nur die Central Station 1 und die Mobile Station 1 geführt. Der Hersteller verwendet heute die Kennung „fx“ für Decoder, die nur das Motorola-Protokoll verwenden und „mfx“ oder „mfx+“ für die Decoder, die das mfx-Protokoll unterstützen.

## mfx-Protokoll
Ziel der Entwicklung war die Aufhebung vieler Beschränkungen des Vorgänger-Protokolls bei gleichzeitiger Kompatibilität zu diesem, um die parallele Verwendung der Systeme zu erlauben. So wird nun der Adressraum von 80 auf 16.384 erhöht und die Geschwindigkeit in 128 statt 14 Stufen aufgelöst. Pro Fahrzeug können deutlich mehr Funktionen angesprochen werden (wie Beleuchtung, Hupe, Dampferzeugung, Heben und Senken des Stromabnehmers). In der ersten Ausbaustufe des MFX-Systems waren dies 16, inzwischen sind 32 Funktionen möglich. Vor allem aber wird nun ein bidirektionaler Datenaustausch unterstützt: Fahrzeugdecoder können sich selbsttätig an der Zentraleinheit anmelden und werden durch ihren Namen und eine eindeutige UID (Vergleichbar mit der MAC-Adresse eines Netzwerkgerätes) identifiziert.
Das neue Protokoll wird derzeit nur für mobile Decoder (etwa in Lokomotiven) verwendet; stationäre Decoder werden weiterhin über das alte Motorola-Protokoll oder das DCC-Protokoll angesprochen. Neuere stationäre Dekoder können sich jedoch über das MFX-Protokoll an der Zentrale anmelden.

## Märklin Spielewelt
Die Märklin Spielewelt (mfx+) führte 2013 eine weiterentwickelte Lokomotivsteuerung ein. So können Dampf- und Dieselloks Vorräte simulieren, die sich betriebsabhängig verbrauchen und wieder aufgeladen werden müssen. Weiter werden bei sogenannten mfx+-Lokomotiven Führerstände modelliert, die bei Diesel- und Elektrolokomotiven etwa Totmannschalter einschließen und für Dampflokomotiven statt eines einfachen Geschwindigkeitsreglers deren typische Steuerungselemente vorsehen. Der volle Funktionsumfang kann nur mit der Central Station 3 bzw. mit der Central Station 2 + Update verwendet werden.

## Mobile Station

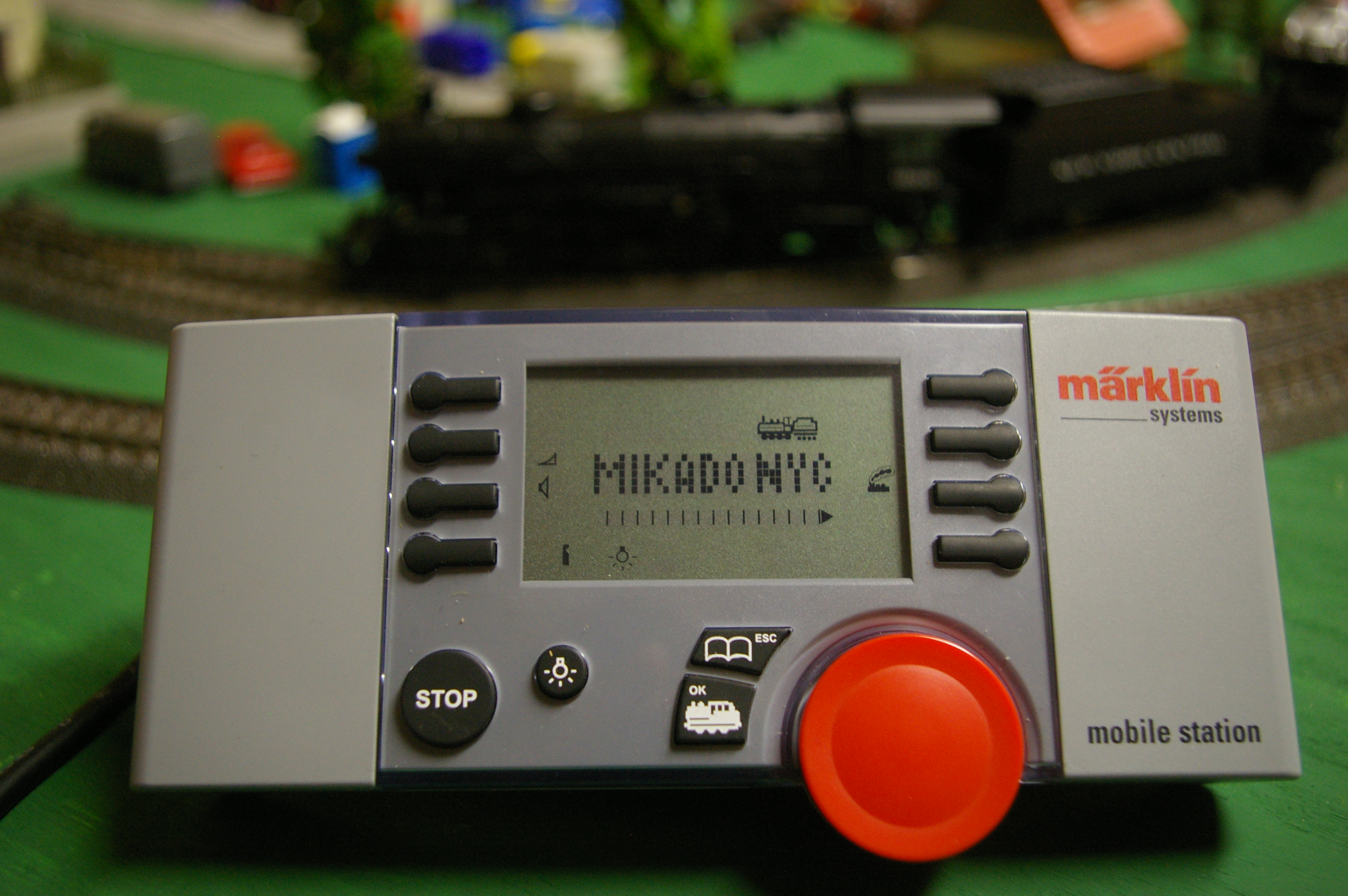
Mobile Station von Märklin

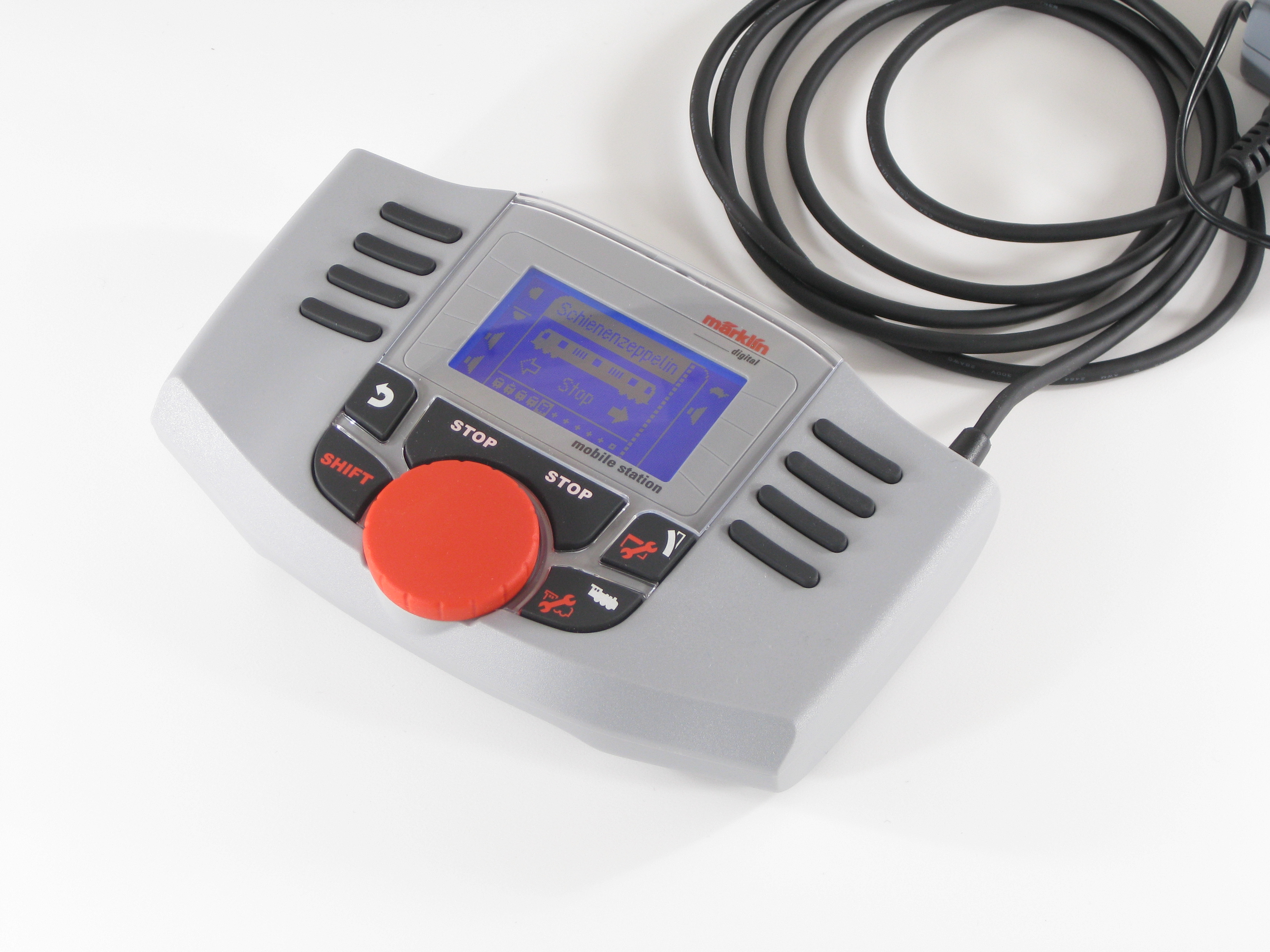
Mobile Station 2 von Märklin

Mobile Station ist die kleinere Ausführung des Handsteuergerätes; sie liegt vielen Digital-Startpackungen bei und lässt sich schnell in Betrieb nehmen. Das Gerät kann die Daten von zehn Lokomotiven speichern, eine elfte Lokomotive kann über die automatische Anmeldung von mfx betrieben werden. Lokomotiven mit mfx-Decoder identifizieren sich automatisch gegenüber der Zentrale, ältere digitale Lokomotiven können manuell über ihre Zieladresse oder Artikelnummer aufgenommen werden.
Das LC-Display zeigt den Namen des Fahrzeugs, ein Symbol für seine Geschwindigkeit und Fahrtrichtung sowie bis zu acht Piktogramme für Sonderfunktionen. Funktionstasten können diese Funktionen aufrufen, die Spitzenbeleuchtung ein- und ausschalten und Nothalt für die gesamte Anlage auslösen. Geschwindigkeit und Fahrtrichtung werden mit einem Drehknopf eingestellt; ab der zweiten Generation lassen sich auch Weichen und Signale schalten.
Eine „Anschlussbox“ in zwei Größen verbindet bis zu zwei Mobile Stations mit der Anlage; so können gleichzeitig zwei verschiedene Lokomotiven gesteuert werden, die aber beide in der Datenbank der ersten Mobile Station enthalten sein müssen. Die Lokomotiven fahren weiter, wenn auf eine andere Lok umgeschaltet wird; die Anzahl der gleichzeitig fahrenden Lokomotiven hängt von der Leistung des benutzten Transformators, dem Stromverbrauch der Lokomotiven und der Anlagengröße ab.
2010 wurde die Mobile Station 2 eingeführt, im Design passend zur Central Station 2. Sie kann 320 Magnetartikel und 16 Lokfunktionen (mit Update 32 Lokfunktionen) schalten, besitzt einen Lokkartenleser und ein beleuchtetes Vollgrafikdisplay und beherrscht die Protokolle mfx, DCC und das klassische Motorola-Protokoll.

## Central Station

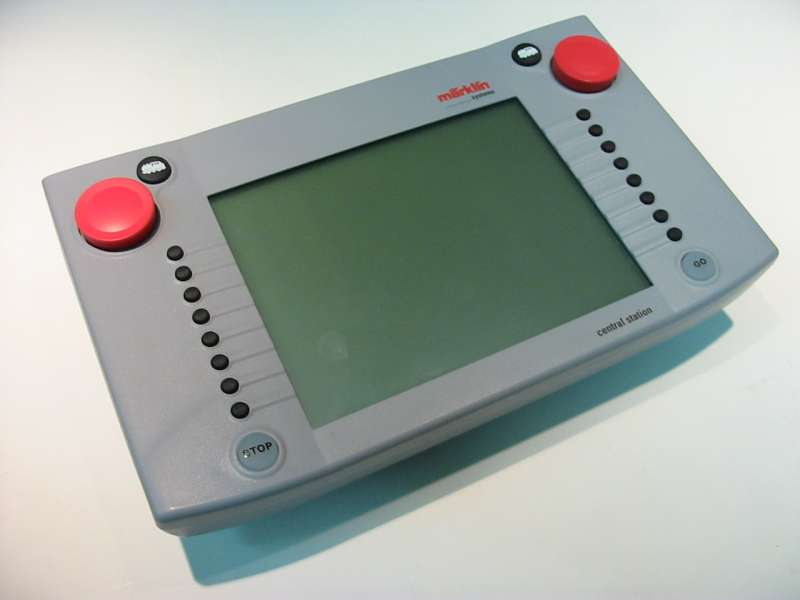
Central Station 1 von Märklin

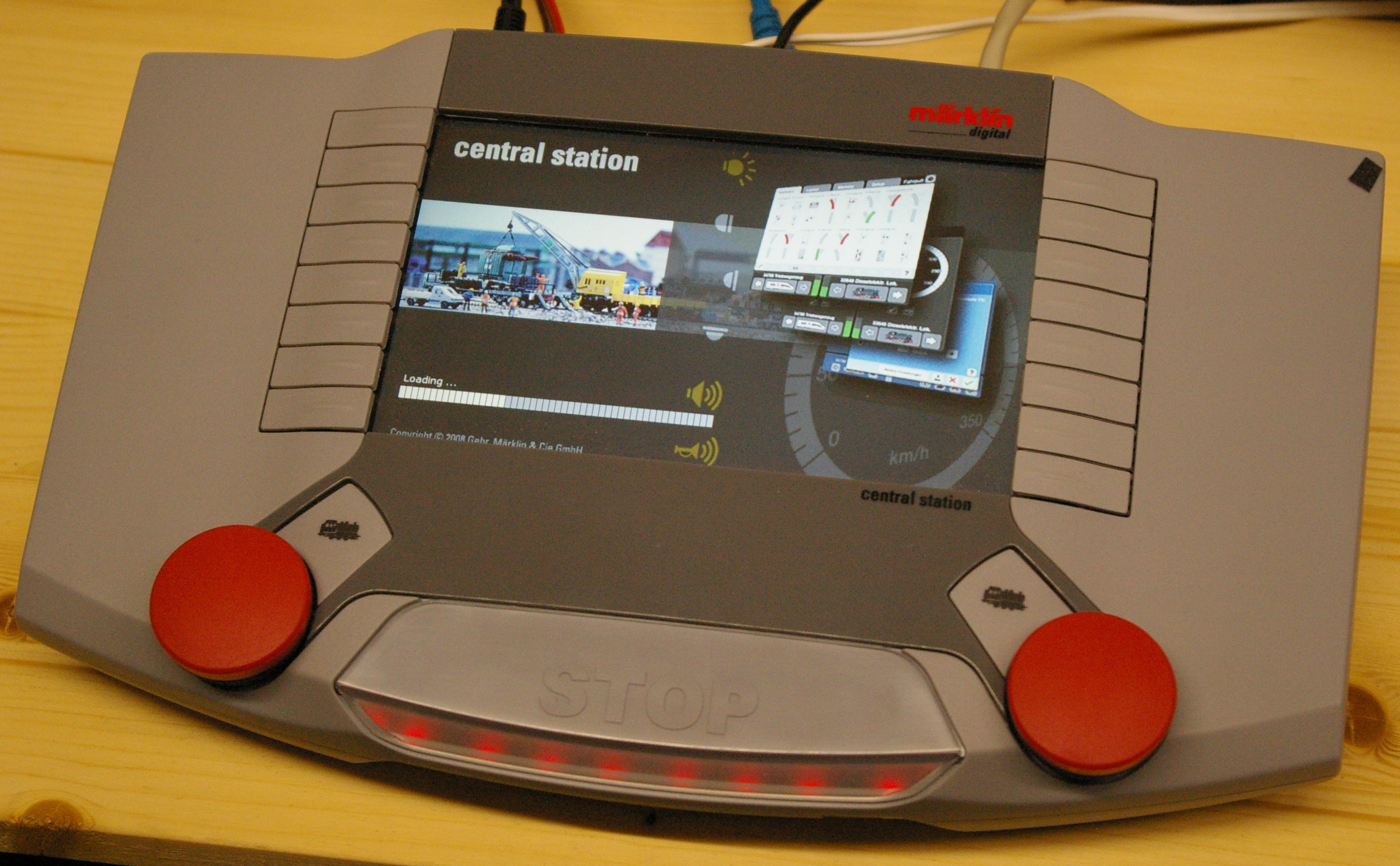
Central Station 2 von Märklin

Die Central Station, abgekürzt CS, verfügt über einen Touch-Screen sowie über 16 Funktionstasten und zwei Steuerräder für die gleichzeitige Steuerung von zwei Lokomotiven. An die Central Station können das ältere Digitalsystem und S88-Rückmelder über einen integrierten Sniffer-Eingang sowie Booster und weitere Mobile Stations (auch über ein Netzwerk) angeschlossen werden. Neben der Steuerung der Lokomotiven und dem Schalten von Weichen, Signalen oder anderen Funktionen ist inzwischen auch eine Fahrstraßensteuerung verfügbar. Über einen Ethernet-Anschluss kann auch ein Computer angeschlossen werden, der die Steuerung übernehmen kann. Über diese Verbindung lassen sich auch neue Software-Versionen aufspielen.
Anders als die Mobile Station 2, deren Booster in der Gleisbox sitzt, ist in der Central Station selbst ein Booster vorhanden. Zum Betrieb wird ein externes Netzteil benötigt. Falls aufgrund der Anlagengröße und des damit verbundenen Stromverbrauchs zusätzliche, externe Booster verwendet werden müssen, bietet die Central Station hierzu eine neuartige Schnittstelle an, über die die (rückmeldefähigen) mfx-tauglichen Booster in einer Kettenstruktur angesteuert werden.
Das Herzstück der Central Station bildet ein System-on-Chip-Rechner von Sharp namens LH79525, der mit Embedded Linux betrieben wird. Im Auslieferungszustand sind mehrere Dienste über den Ethernet-Anschluss erreichbar. Beispielsweise ist eine Verbindung mit Telnet problemlos möglich. Seit Juni 2007 konnte man die Central Station bei Märklin kostenlos aktualisieren lassen. Seit dem Erscheinen der CS2 wird sie allerdings von Märklin nicht mehr unterstützt.
Der einstige Entwickler der Central Station 1, die in Ulm ansässige Firma ESU electronic solutions ulm GmbH & Co. KG hatte den Support übernommen und bot bis 2015 ein Upgrade auf eine neue Software-Version an, verbunden mit einem leistungsstärkeren Schaltnetzteil, das den verfügbaren Strom des internen Boosters auf 4 A anhebt. Neu hinzugekommen ist dabei ein Gleisbild-Stellwerk, die Unterstützung der Drehscheibe, Unterstützung aller Digitalbahn-Formate (also neben dem Märklin/Motorola-Format auch DCC und weitere) sowie die direkte Anzeige von bis zu 10 Loks im Display.
Das Nachfolgemodell, die CS2 (auch neue Central Station), liefert Märklin seit dem 6. Oktober 2008 aus. Märklin hat die CS2 mit Unterstützung der Firma Kontron entwickelt. Die wesentlichen Neuerungen der CS2 waren ein Farbdisplay, integriertes Gleisbildstellpult, die Fähigkeit zum Online-Software-Update sowie ein USB-Anschluss (für Maus, Tastatur oder einen USB-Stick zum Abspeichern der aktuellen Einstellungen). Weiter besitzt die CS2 zwei Lokkartenleser, die es ermöglichen, Informationen und Einstellungen einer Lok auf einer Karte zu speichern und einzulesen. Altgeräte bzw. -systeme lassen sich aber nur noch über externe Snifferboxen oder im Fall der alten Central Station über Ethernet anschließen. Über den zehnpoligen Anschluss lassen sich aber auch bis zu zwei Mobile Stations oder weitere Central Stations direkt an eine Master-CS2 anschließen. Die CS2 wird stetig weiterentwickelt. So erschien die erste CS2 Ende 2008 mit der Artikelnummer 60213. Mit der nächsten CS2 (60214) kam die DCC-Fähigkeit; alle vorher ausgelieferten Geräte (60213) können mit einem entsprechenden Software-Update den Funktionsumfang der CS2 (60214) erhalten. 2011 erschien dann eine weitere Version mit der Artikelnummer 60215, welche einen höheren Ausgangsstrom lieferte (optional 5 A anstelle von 3 A). Die CS2 gewann 2008 den renommierten red dot award im Bereich Produkt-Design.
Ab Firmware 2.5 von 2013 unterstützt die CS2 die Märklin Spielewelt mit den unterschiedlichen Ausprägungen, wobei der Hersteller Märklin versucht, neue Loks mit z. T. für deutsche Eisenbahnfreunde eher unüblichen Führerständen auch in angemessener Form in Updates zu berücksichtigen, so dass z. B. der simulierte Führerstand einer Schweizer Vorkriegs-E-Lok anders aussieht und bedient wird als der Einheits-Führerstand einer deutschen BR 103.
Eine weitere interessante Ergänzung sind entsprechende Apps für Android- oder Apple-Mobiltelefone und -Tablets sowie eine PC-Applikation, die es erlauben, die Steuerfunktionen der CS2 mit einer gleichartigen Oberfläche über die Netzwerkschnittstelle zu nutzen. Auf diese Art und Weise entfällt häufig die Notwendigkeit, neben einer ortsfesten Zentraleinheit eine mobile oder zusätzliche Steuerung anzuschaffen.
Seit Juli 2017 sind die CS3 und die CS3plus die neueste Ausführung der Central Station, mit der Märklin auf dem Markt präsent ist. Sie wurden 2016 der Fachwelt vorgestellt. Sie unterscheiden sich von der CS vor allem durch eine leistungsfähigere Hardware und eine veränderte Benutzeroberfläche, die dem nun verbauten kapazitiven multitouch-Bildschirm Rechnung trägt. Bei der CS3 handelt es sich um eine abgespeckte Variante der CS3plus, welche bei einem Mehrgerätebetrieb nur als Master, nicht aber als Slave eingesetzt werden kann, und über keinen integrierten S88-Anschluss für Rückmeldemodule verfügt.